# Лизергамиды
Лизергамиды — амиды лизергиновой кислоты в совокупности известны как лизергамиды и включают ряд соединений, обладающих мощной агонистической или антагонистической активностью по отношениям к различным серотониновым и дофаминовым рецепторам. Изменяя заместители, прикрепленные к атомам азота, создаются различные препараты с похожими психоделическими эффектами , а также  препараты для лечения головных болей и стимуляции родов.

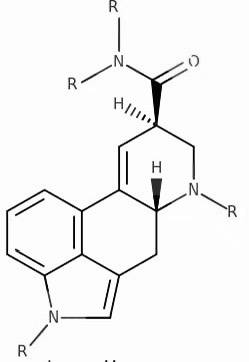
Общая формула Лизергамидов

Некоторые лизергамиды используются для лечения головных болей, стимуляции родов или лечения других медицинских расстройств в более низких дозах. Лизергамиды имитируют эффекты серотонина, связываясь со специфическими рецепторами в головном мозге, вызывая характерные психоделические эффекты. Основной мишенью является серотониновый рецептор 5HT2A, но лизергамиды также будут взаимодействовать с дофамином и норадреналином, вызывая изменения умственной и физической активности.
К лизергамидам относятся 51 вещество, включая Эргин, Диметиллизергамид, Эргометрин, Эрготамин, Метилэргометрин, Метисергид, Амесергид, LY-215,840, Каберголин, ЛСД и др. И

## Синтез Лизергамидов
Существует 2 способа синтезировать Лизергамиды.
Синтез  из лизергиновой кислоты.
Описано три метода получения Лизергамидов(в том числе ЛСД) с использованием лизергиновой кислоты в качестве прекурсора. Первый предусматривает обработку лизергиновой кислоты гидроксидом лития с получением лизергата лития, который затем вводят в реакцию с комплексом триоксида серыдиметилформамид и с диэтиламином с получением неочищенного продукта Лизергамида. При втором методе используется реакция лизергиновой кислоты с N,N-карбонилдиимидазолом с последующей обработкой диэтиламином. Третий метод включает реакцию лизергиновой кислоты с трифторуксусным ангидридом и обработку полученных смешанных ангидридов диэтиламином.
Синтез из алкалоидов спорыньи.
Данный метод предусматривает использование в качестве исходного вещества алкалоида спорыньи или смеси алкалоидов спорыньи. Алкалоид(ы) обрабатывают гидразингидратом с получением гидразида лизергиновой кислоты. С помощью нитрита натрия гидразид превращают в азид, который затем вводят в реакцию с диэтиламином и получают конечный продукт.
Все описанные методы синтеза Лизергамидов дают неочищенный продукт, который содержит большие количества побочных продуктов. Удаление этих примесей обычно проводят путем хроматографирования неочищенного продукта на колонке, наполненной оксидом алюминия, или путем последовательного распределения между слабыми органическими кислотами и слабыми основаниями с использованием подходящего органического растворителя. Примерами применяющихся химикатов являются винная кислота, бикарбонат натрия и метиленхлорид. Кроме того, вследствие нестабильности свободного основания Лизиргамидов обычно получают тартрат. Это осуществляют путем осаждения данной соли из метанолового раствора свободного основания Лизиргамида с использованием раствора винной кислоты в метаноле в качестве осаждающего реагента. 